# Javier Hernández
Javier Hernández Balcázar, detto Chicharito Hernández (Guadalajara, 1º giugno 1988), è un calciatore messicano, attaccante del Guadalajara.
È il miglior marcatore nella storia della nazionale messicana con cinquantadue reti.

## Biografia
È soprannominato Chicharito (in italiano Pisellino) poiché suo padre, Javier Hernández Gutiérrez, era chiamato Chícharo (in italiano Pisello); anche il nonno materno, Tomás Balcázar, è stato un calciatore della nazionale messicana.

## Carriera

### Club

#### Guadalajara
Hernández debutta con la maglia del Chivas Guadalajara segnando una rete nella vittoria per 4-0 contro il Necaxa. Benché nei tre tornei seguenti giochi solo nove incontri, per l'Apertura 2008 comincia già ad essere molto considerato e, per il Clausura 2009, diventa titolare fisso. Nel bicentenario 2010 batte il record di reti siglate in un inizio di torneo, segnando otto volte nei primi cinque incontri.

#### Manchester United

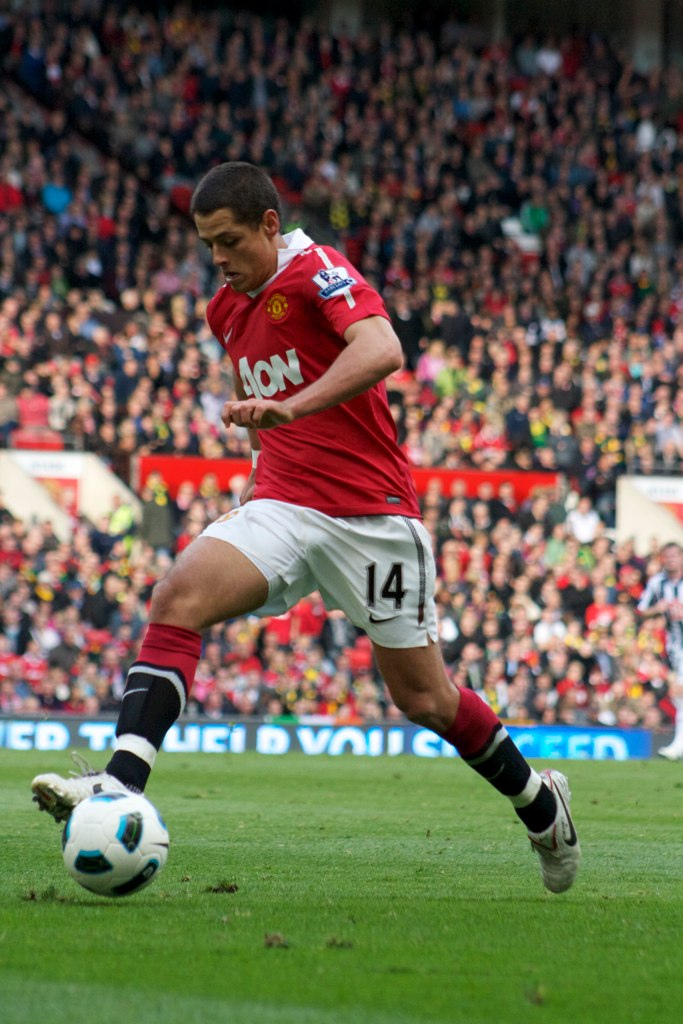
Hernández con la maglia del Manchester United nel 2010

L'8 aprile 2010 viene ufficializzato il suo acquisto da parte del Manchester Utd per 6 milioni di sterline, diventando il primo messicano della storia a vestire la maglia dei Red Devils. Segna la sua prima rete ufficiale nel Community Shield, siglando il momentaneo 2-0 della sua squadra contro il Chelsea (partita poi finita 3-1).
Segna il suo primo gol in Champions League il 29 settembre nella vittoria per 1-0 contro il Valencia, risultando quindi decisivo ai fini del risultato. Il 16 ottobre, invece, sigla la sua prima rete in Premier League, ai danni del West Bromwich. Il 24 ottobre 2010 realizza una doppietta nella gara esterna contro lo Stoke City, segnando entrambi i gol della vittoria mancuniana per 2-1. Due giorni dopo, in League Cup, segna al 90' il gol che decreta la vittoria per 3-2 dei Red Devils contro il Wolverhampton e il passaggio del turno. Il 15 marzo 2011, nel ritorno degli ottavi di finale di Champions League, una sua doppietta permette di battere l'Olympique Marsiglia (2-1) e di portare il Manchester Utd ai quarti di finale. Il 23 aprile successivo, realizza un'importante rete nella vittoria per 1-0 contro l'Everton. Grazie al successo sul Chelsea per 2-1, gara sbloccata da Hernández dopo un minuto, il Manchester conquisterà poi la Premier League; Hernández contribuisce alla vittoria del campionato con 14 reti.
Dopo aver vinto la CONCACAF Gold Cup 2011 negli Stati Uniti, il messicano rientra a Manchester per poter prendere parte agli allenamenti in vista dell'MLS All-Star Game. Il 26 luglio 2011 viene portato in ospedale a causa di una lieve commozione cerebrale riportata dopo una botta alla testa durante una sessione di allenamento, venendo poi dimesso il giorno seguente. Due giorni dopo l'accaduto, il medico di base del Chivas Guadalajara Rafael Ortega ha dichiarato che Hernández soffriva di una condizione neurologica preesistente, spiegando anche come, da adolescente, avesse avuto dei frequenti attacchi di emicrania acuta. Per via di questo problema, il giocatore non poté partecipare né al pre-campionato e né alla vittoria del Community Shield 2011. Torna in campo il 22 agosto seguente subentrando al 79' minuto a Danny Welbeck in una gara casalinga vinta contro il Tottenham (3-0). Il 24 ottobre rinnova il proprio contratto fino al 2016. Ad inizio dicembre, il giocatore sarà vittima di un infortunio ai legamenti del ginocchio che lo avrebbe tenuto fuori dal campo per circa 4 settimane. Torna inaspettatamente in campo due settimane dopo in una gara contro il QPR, vinta dai Red Devils per 2-0. Ha concluso l'annata mettendo a segno 12 reti in 36 presenze totali.
Debutta nella stagione 2012-2013 subentrando a Danny Welbeck al 72' minuto di una gara vinta dai Red Devils per 3-2 sul Southampton. Il 15 settembre seguente viene inserito all'interno degli undici iniziali della gara contro il Wigan; nonostante un rigore parato da Ali Al-Habsi, è riuscito a mettere a segno la sua prima rete stagionale e, successivamente, ha anche servito un assist a Nick Powell. Il 23 ottobre ha messo a segno una doppietta fondamentale per poter rimontare il Braga in una gara valida per la Champions League. Esattamente cinque giorni dopo mise a segno una rete contro il Chelsea, gol molto discusso da vari tifosi avversari che pensavano che la posizione del messicano fosse irregolare. Concluse la stagione con 10 reti in 22 presenze di Premier League.
Il 25 settembre 2013, dopo l'approdo in panchina di David Moyes, mette a segno la sua prima rete stagionale in una gara contro i rivali del Liverpool, decisiva per eliminarli dalla Coppa di Lega già al terzo turno. Durante le semifinali di questa competizione, i Red Devils incontrarono il Sunderland e si ritrovarono ad affrontare una gara molto difficile, pareggiata verso lo scadere del secondo tempo supplementare proprio dalla punta messicana, su assist di Adnan Januzaj, portando così la gara ai tiri di rigore.

#### Real Madrid
Il 1º settembre 2014 si trasferisce in prestito annuale al Real Madrid. Il 20 settembre, alla seconda apparizione con la maglia dei Blancos, segna la sua prima doppietta, nella vittoria per 8-2 contro il Deportivo la Coruña.
Il 20 dicembre conquista il Mondiale per club, grazie al 2-0 in finale contro il San Lorenzo.
Il 22 aprile 2015, nel match di ritorno dei quarti di finale di Champions League contro l'Atlético Madrid, segna all'88º minuto il gol della vittoria del Real Madrid, che può così accedere alla semifinale della massima competizione europea. Quattro giorni più tardi è autore di una doppietta decisiva per la vittoria esterna sul Celta Vigo (4-2). All'ultima giornata realizza una rete nella partita contro il Getafe, vinta per 7-3. Colleziona in tutto 32 presenze e nove gol.

#### Bayer Leverkusen
Dopo un breve ritorno al Manchester Utd, il 31 agosto 2015 viene acquistato dai tedeschi del Bayer Leverkusen per 15 milioni di euro. Il 23 settembre 2015 realizza il suo primo gol con i tedeschi nella vittoria per 1-0 con il Magonza. Il 24 ottobre mette a segno il gol del momentaneo 3-3 nel successo per 4-3 contro lo Stoccarda. Una settimana più tardi segna l'unico gol della sua squadra nella sconfitta contro il Wolfsburg. Segna un altro gol nella sconfitta contro il Colonia per 1-2. Il 21 novembre realizza una doppietta contro l'Eintracht Francoforte. Tra dicembre e gennaio realizza 7 gol in 5 partite: mette a segno un gol contro l'Hertha Berlino, poi realizza la prima tripletta con la nuova maglia contro il Borussia M'gladbach, decide la partita contro l'Ingolstadt 04 e segna una doppietta contro l'Hannover 96. Chiude la sua prima stagione con 30 presenze e 17 gol in Bundesliga, 3 presenze e 4 gol in DFB Pokal, 6 partite e 5 gol in Champions League e 3 presenze in Europa League, venendo anche inserito all'interno della Squadra della Stagione.
Inizia la sua seconda annata mettendo a segno una rete e servendo un assist in una gara contro l'Hauenstein valida per il primo turno di DFB-Pokal. Tuttavia, due giorni dopo, è stato comunicato dal club che il messicano avrebbe saltato la gara inaugurale della stagione contro il Borussia Dortmund per via di un infortunio alla mano. Il 17 settembre gioca la sua prima gara stagionale di Bundesliga contro l'Eintracht Francoforte; la gara si è conclusa per 2-1 in favore degli ospiti, con Hernández che sbaglierà un calcio di rigore cruciale agli ultimi minuti della gara. La settimana successiva mette a segno la terza tripletta della stagione ai danni del Magonza. Tre giorni dopo, mette a segno la sua 100ª rete in competizioni ufficiali UEFA contro il Monaco. Il 21 febbraio 2017, dopo una gara contro l'Atlético Madrid, è divenuto il giocatore messicano con più presenze nella storia della Champions League (47), battendo il precedente record stabilito da Rafael Márquez (46). Termina la sua seconda annata con i tedeschi totalizzando 36 presenze e mettendo a segno 13 reti.

#### West Ham

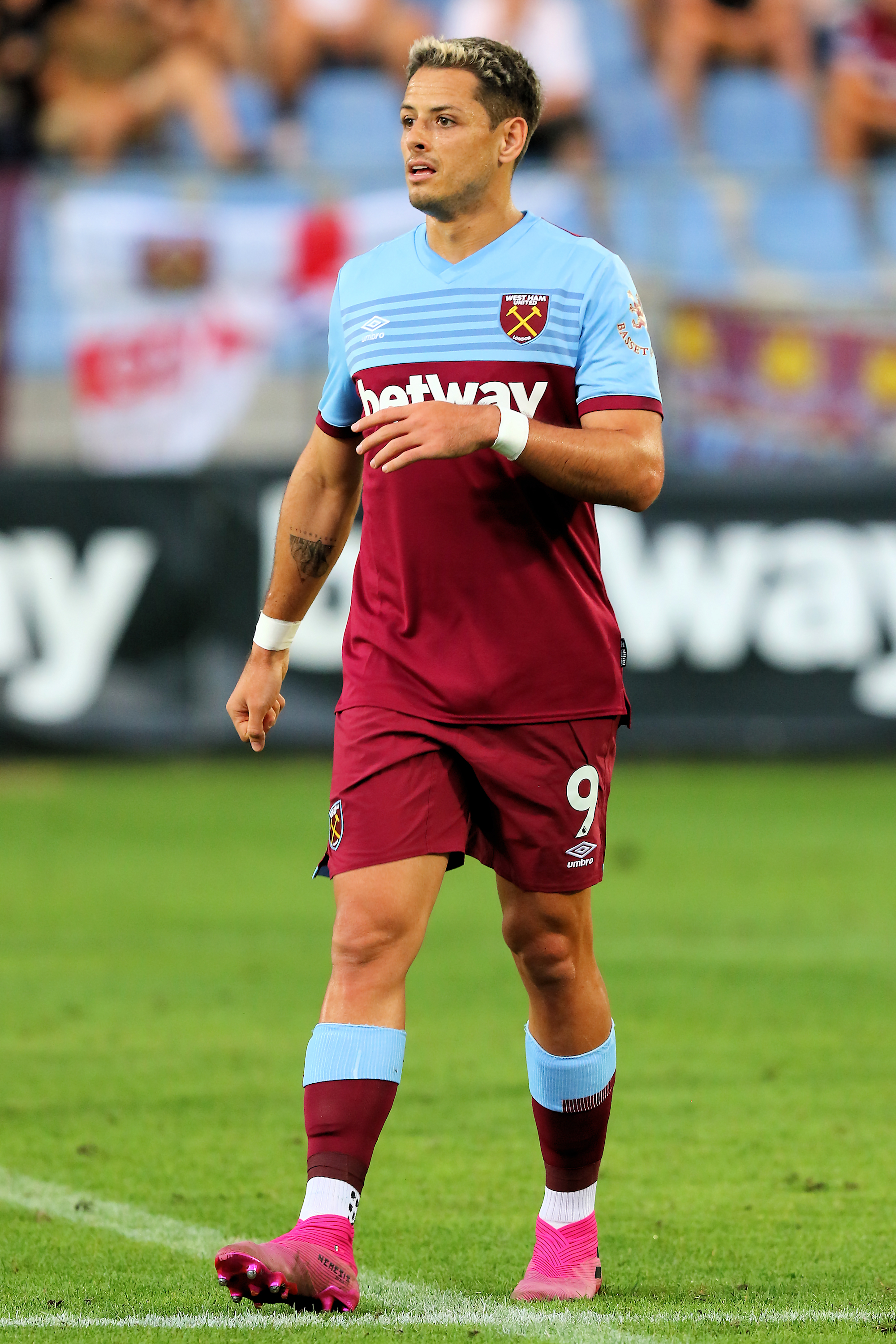
Hernández con la maglia del West Ham United nel 2019

Il 24 luglio 2017 viene acquistato a titolo definitivo dal West Ham Utd per 18 milioni.
Fa il suo esordio con gli Hammers il 13 agosto seguente, giocando da titolare la prima partita di campionato, persa per 4-0 contro il Manchester Utd, sua ex squadra. La settimana successiva realizza i suoi primi due gol nella sconfitta esterna per 3-2 contro il Southampton. Mette a segno altri due reti nei derby londinesi contro Tottenham e Crystal Palace, prima di subire un infortunio al bicipite femorale durante la pausa nazionali di novembre.
Al rientro, trova meno spazio da titolare, complice anche l’esonero di Bilić in favore di David Moyes, allenatore che l’aveva relegato in panchina anche nell’ultima stagione a Manchester. Il 20 gennaio 2018 subentra dalla panchina e segna il gol che vale il pareggio nella gara contro il Bournemouth, ritrovando la via del gol dopo quasi 3 mesi. Nelle successive settimane realizza altri due gol, uno nella sconfitta per 3-1 contro il Brighton e quello del vantaggio nella gara vinta per 2-0 contro il Watford. L’8 aprile nella partita a Stamford Bridge contro il Chelsea subentra dalla panchina e mette a segno il suo nono gol in carriera ai blues, che decreta il pareggio finale per 1-1. Conclude la sua prima stagione con 33 presenze e 8 gol in tutte le competizioni.
La stagione seguente si apre con una rete contro il Wimbledon nel secondo turno di Efl Cup. Nel mese di settembre si infortuna e salta 4 partite; ritorna in campo a fine ottobre e il 3 novembre successivo segna il suo primo gol stagionale in campionato, fissando sul 4-2 la sfida casalinga contro il Burnley. Un mese più tardi risulta decisivo nella vittoria in trasferta a St James Park contro il Newcastle Utd, realizzando una doppietta.
Il 22 febbraio 2019 con un gol al Fulham (vittoria finale per 3-1), raggiunge la soglia dei 50 gol in Premier League, diventando il primo giocatore messicano della storia a riuscirci. Il 16 marzo seguente entra dalla panchina e mette a segno due gol cruciali nella gara vinta contro l'Huddersfield Town, ribaltando il risultato da 2-3 a 4-3 nei minuti finali (84' e 90').
Inizia la nuova stagione cambiando numero di maglia, passando dal 17 al 9. Il 17 agosto gioca la sua ultima partita con la maglia del West Ham, nel pareggio per 1-1 contro il Brighton, gara in cui Hernandez sblocca il risultato. In due stagioni a Londra colleziona complessivamente 63 presenze e 17 gol in tutte le competizioni.

#### Siviglia
Il 2 settembre 2019 si trasferisce a titolo definitivo al Siviglia. Ha fatto il proprio debutto in campionato il 15 settembre in una gara vinta per 1-0 contro l'Alavés, entrando dalla panchina al 70' minuto. Il 19 settembre successivo segna la prima rete con la nuova maglia, nella vittoria in trasferta per 3-0 in Europa League contro il Qarabağ. Ha messo a segno la sua prima ed unica rete in campionato il 27 ottobre, in una gara disputata contro il Getafe. Tuttavia, nel corso dei mesi successivi, trova sempre meno spazio, totalizzando appena 15 presenze e 3 reti in tutte le competizioni.

#### L.A. Galaxy
Il 21 gennaio 2020 decide quindi di lasciare la Spagna per trasferirsi al LA Galaxy, in MLS, divenendo automaticamente il giocatore più pagato dell'intero campionato. Il 29 febbraio fa il suo debutto in MLS nel pareggio per 1-1 contro lo Houston Dynamo. Il 13 luglio segna il suo primo gol per il club di Los Angeles contro il Portland Timbers. Chiude la sua prima annata losangelina mettendo a segno 2 reti in 12 presenze.
Dopo una prima stagione sottotono, inizia l'annata 2021 con 5 gol nelle prime due partite, una doppietta all'Inter Miami e una tripletta ai New York Red Bulls, e venendo premiato come giocatore dei mesi di aprile e maggio. Quell'anno è stato selezionato per partecipare all'MLS All-Star Game, ma il messicano fu costretto a rinunciare per via di un infortunio. Nonostante ciò, terminerà la stagione al terzo posto nella classifica marcatori mettendo a referto 17 reti in 21 presenze. È stato anche nominato come giocatore dell'anno del club e finalista per il premio di Comeback Player of the Year, assegnato poi allo spagnolo Carles Gil.
Inizia la sua terza annata negli Stati Uniti mettendo a segno la rete decisiva per la vittoria della propria squadra contro il New York City. Dopo il forfait dell'anno scorso, avrà finalmente la possibilità di partecipare ad un MLS All-Star Game, venendo anche nominato capitano. Dopo aver messo a segno 12 reti in campionato, la società statunitense decide di rinnovare automaticamente il contratto del giocatore per un ulteriore anno. Hernández ha concluso la stagione 2022 al quarto posto della classifica marcatori e come capocannoniere del club con 18 reti segnate, venendo anche nominato tra i contendenti per il Landon Donovan MVP Award. Successivamente, la squadra riuscì a qualificarsi per i play-off dopo aver raggiunto il quarto posto nella Western Conference, salvo poi venire eliminata alle semifinali dai rivali del Los Angeles FC.
Il 7 giugno 2023, durante i quarti di finale dell'U.S. Open Cup contro il Real Salt Lake, il messicano ha subito la rottura del legamento crociato anteriore, ponendo prematuramente fine alla propria stagione. Il 3 novembre 2023 annuncia il proprio addio alla squadra dopo quattro anni.

#### Ritorno al Guadalajara
Il 24 gennaio 2024, viene ufficializzato il suo ritorno al Guadalajara, primo club della sua carriera, dopo quattordici anni. Disputa la sua prima gara dopo il ritorno a distanza di un mese dal suo arrivo, contro il Pumas UNAM. Il 7 aprile torna al gol in una gara contro il Puebla, terminata poi sul punteggio di 3-2.

### Nazionale

#### Maggiore

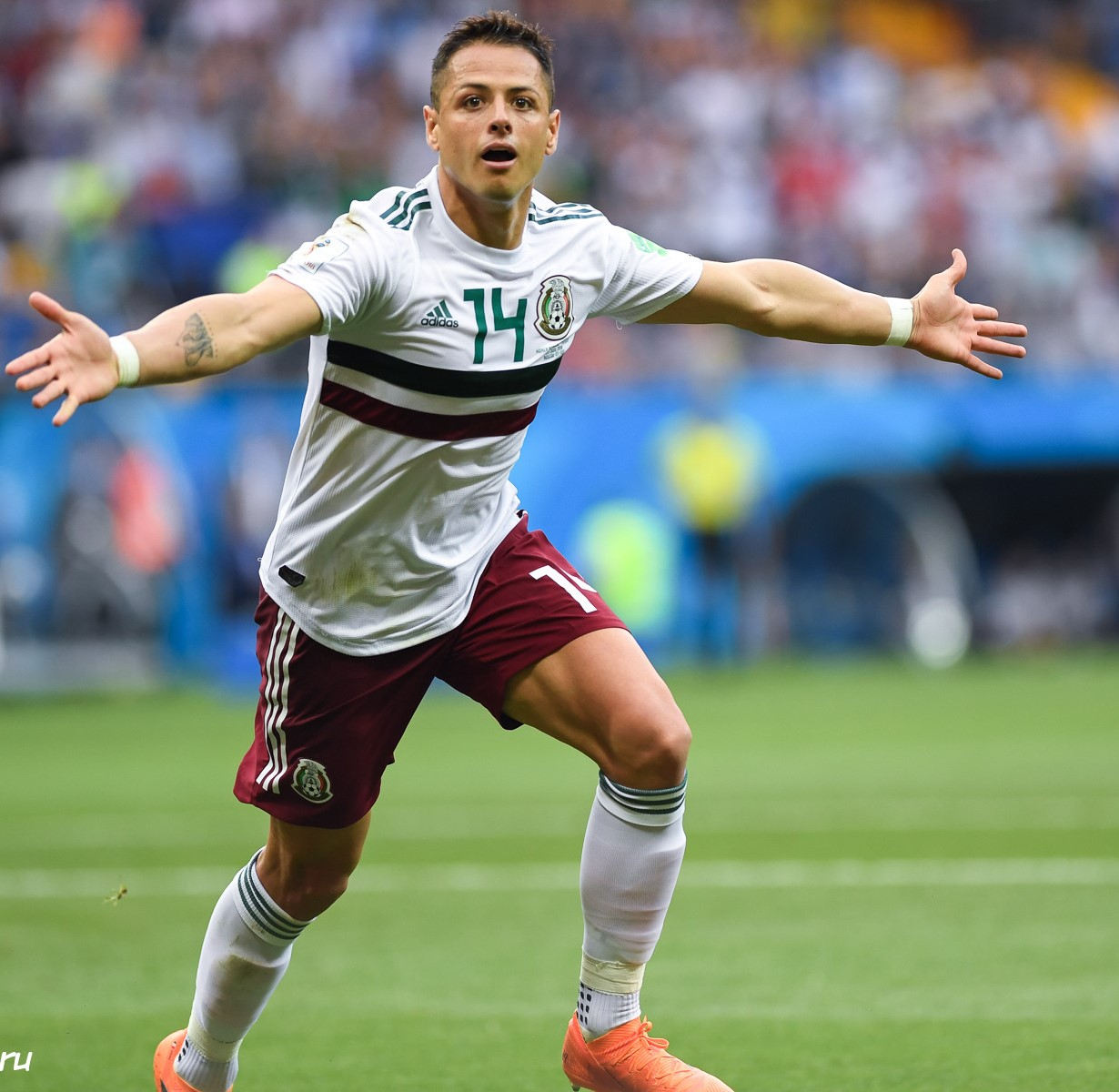
Hernández con la maglia della nazionale messicana nel 2018

La sua prima partita con la maglia del Messico è stata contro la Colombia il 30 settembre 2009. Mette a segno i suoi primi gol con la maglia della nazionale con una doppietta nel 5-0 finale contro la Bolivia.
Inserito nella lista dei 23 giocatori convocati per disputare il campionato del mondo 2010, fa il suo esordio nella partita inaugurale del torneo contro il Sudafrica (1-1), subentrando al 73' al posto di Guillermo Franco. Nella seconda partita del girone, contro la Francia, mette a segno il gol del momentaneo 1-0 (2-0 finale per il Messico). Si ripete negli ottavi di finale segnando l'unico gol a favore della sua squadra nella partita finita 3-1 per l'Argentina. Proprio in questi mondiali è nominato giocatore più veloce della manifestazione, con una velocità di punta di 39 km/h.
Il 5 giugno 2011 esordisce in CONCACAF Gold Cup contro l'El Salvador segnando 3 gol, la partita viene vinta 5-0 dal Messico. Il 9 giugno realizza una doppietta nella partita vinta 5-0 contro la Cuba. Segna ancora un gol (di tacco) nella partita vinta contro il Guatemala. Quindi segna nei supplementari della semifinale contro l'Honduras il suo settimo gol nella competizione, confermandosi capocannoniere e conducendo il Messico nella finale del torneo.
Viene inserito nella lista dei convocati della Confederations Cup 2013. Il 16 giugno 2013, nel match di esordio girone A contro l'Italia, mette a segno su rigore la sua prima rete nella competizione. Nella terza gara realizza una doppietta, entrambe le reti siglate di testa, che permette al suo Messico di vincere 2-1 con il Giappone, una vittoria inutile per Chicarito e compagni che non permette di qualificarsi alle semifinali. Il Messico esce dalla Confederations Cup con due sconfitte e una sola vittoria e l'attaccante con 3 gol in altrettante presenze.
Inserito nella lista dei 23 giocatori convocati per disputare il campionato del mondo 2014. Nelle 3 partite del girone entra sempre a partita in corso e nella terza partita del girone eliminatorio va a segno siglando il terzo gol messicano, nella vittoria per 3-1 contro la Croazia. Il Messico viene eliminato dall'Olanda agli ottavi. Hernández chiude il torneo con 4 presenze e 1 gol.
Viene convocato per la Copa América Centenario negli Stati Uniti. Segna nella partita contro la Giamaica vinta 2-0 il 9 giugno 2016 al Rose Bowl di Pasadena.
Il 18 giugno 2017 debutta con il suo Messico in Confederation Cup 2017. Nella prima partita del girone, pareggiata 2-2 contro il Portogallo, mette a segno il gol del provvisorio 1-1, superando Jared Borgetti e diventando il primatista assoluto di reti della Nazionale messicana.
Il 17 giugno 2018 parte titolare nella gara vinta contro la Germania, dove serve l'assist per il gol decisivo di Hirving Lozano. Sei giorni più tardi realizza il gol che apre le marcature contro la Corea del Sud, partita vinta per 2-1.La sua ultima presenza in nazionale avviene il 6/09/2019 in una amichevole contro gli stati uniti vinta 3-0 dal Messico in cui Hernández segna anche la sua ultima rete con la nazionale.

## Statistiche

### Presenze e reti nei club
Statistiche aggiornate al 16 aprile 2025.
| Stagione                  | Squadra                   | Campionato                | Campionato | Campionato | Coppe nazionali | Coppe nazionali | Coppe nazionali | Coppe continentali | Coppe continentali | Coppe continentali | Altre coppe | Altre coppe | Altre coppe | Totale | Totale |
| Stagione                  | Squadra                   | Comp                      | Pres       | Reti       | Comp            | Pres            | Reti            | Comp               | Pres               | Reti               | Comp        | Pres        | Reti        | Pres   | Reti   |
| ------------------------- | ------------------------- | ------------------------- | ---------- | ---------- | --------------- | --------------- | --------------- | ------------------ | ------------------ | ------------------ | ----------- | ----------- | ----------- | ------ | ------ |
| 2007-2008                 | Guadalajara               | PD                        | 14         | 1          | IL              | 0               | 0               | CS+CL              | 1+4                | 0+0                | SL          | 1           | 0           | 20     | 1      |
| 2008-2009                 | Guadalajara               | PD                        | 22         | 4          | IL              | 3               | 0               | CS+CL              | 1+5                | 0+3                | SL          | 1           | 0           | 32     | 7      |
| 2009-2010                 | Guadalajara               | PD                        | 28         | 21         | IL              | 0               | 0               | -                  | -                  | -                  | SL          | 0           | 0           | 28     | 21     |
| 2010-2011                 | Manchester United         | PL                        | 27         | 13         | FACup+CdL       | 5+3             | 1+1             | UCL                | 9                  | 4                  | CS          | 1           | 1           | 45     | 20     |
| 2011-2012                 | Manchester United         | PL                        | 28         | 10         | FACup+CdL       | 0+1             | 0+0             | UCL+UEL            | 4+3                | 0+2                | CS          | 0           | 0           | 36     | 12     |
| 2012-2013                 | Manchester United         | PL                        | 22         | 10         | FACup+CdL       | 6+2             | 4+1             | UCL                | 6                  | 3                  | -           | -           | -           | 36     | 18     |
| 2013-2014                 | Manchester United         | PL                        | 26         | 4          | FACup+CdL       | 1+6             | 1+4             | UCL                | 7                  | 0                  | CS          | 0           | 0           | 40     | 9      |
| Totale Manchester United  | Totale Manchester United  | Totale Manchester United  | 103        | 37         |                 | 24              | 12              |                    | 29                 | 9                  |             | 1           | 1           | 157    | 59     |
| 2014-2015                 | Real Madrid               | PD                        | 23         | 7          | CR              | 2               | 1               | UCL                | 8                  | 1                  | CmC         | 0           | 0           | 33     | 9      |
| 2015-2016                 | Bayer Leverkusen          | BL                        | 28         | 17         | CG              | 3               | 4               | UCL+UEL            | 6+3                | 5+0                | -           | -           | -           | 40     | 26     |
| 2016-2017                 | Bayer Leverkusen          | BL                        | 26         | 11         | CG              | 2               | 1               | UCL                | 8                  | 1                  | -           | -           | -           | 36     | 13     |
| Totale Bayer Leverkusen   | Totale Bayer Leverkusen   | Totale Bayer Leverkusen   | 54         | 28         |                 | 5               | 5               |                    | 17                 | 6                  |             | 0           | 0           | 76     | 39     |
| 2017-2018                 | West Ham                  | PL                        | 28         | 8          | FACup+CdL       | 2+3             | 0+0             | -                  | -                  | -                  | -           | -           | -           | 33     | 8      |
| 2018-2019                 | West Ham                  | PL                        | 27         | 8          | FACup+CdL       | 1+2             | 0+1             | -                  | -                  | -                  | -           | -           | -           | 30     | 9      |
| Totale West Ham           | Totale West Ham           | Totale West Ham           | 55         | 16         |                 | 8               | 1               |                    | -                  | -                  |             | 0           | 0           | 63     | 17     |
| 2019-2020                 | Siviglia                  | PD                        | 9          | 1          | CR              | 2               | 0               | UEL                | 4                  | 2                  | -           | -           | -           | 15     | 3      |
| 2020-2021                 | L.A. Galaxy               | MLS                       | 11         | 1          | USOC            | 0               | 0               | -                  | -                  | -                  | -           | -           | -           | 12     | 2      |
| 2021-2022                 | L.A. Galaxy               | MLS                       | 21         | 17         | USOC            | 0               | 0               | -                  | -                  | -                  | -           | -           | -           | 21     | 17     |
| 2022-2023                 | L.A. Galaxy               | MLS                       | 34         | 18         | USOC            | 3               | 1               | -                  | -                  | -                  | -           | -           | -           | 37     | 19     |
| 2023-gen. 2024            | L.A. Galaxy               | MLS                       | 9          | 1          | USOC            | 3               | 0               | -                  | -                  | -                  | -           | -           | -           | 12     | 1      |
| Totale L.A. Galaxy        | Totale L.A. Galaxy        | Totale L.A. Galaxy        | 75         | 37         |                 | 6               | 1               |                    | 0                  | 0                  |             | 0           | 0           | 82     | 39     |
| gen.-giu. 2024            | Guadalajara               | PD                        | 10         | 1          | CM              | -               | -               | CCC                | 2                  | 0                  | LC          | 0           | 0           | 12     | 1      |
| 2024-2025                 | Guadalajara               | PD                        | 18         | 1          | CM              | -               | -               | CCC                | 4                  | 1                  |             | -           | -           | 22     | 2      |
| Totale Chivas Guadalajara | Totale Chivas Guadalajara | Totale Chivas Guadalajara | 92         | 28         |                 | 3               | 0               |                    | 17                 | 4                  |             | 2           | 0           | 114    | 32     |
| Totale carriera           | Totale carriera           | Totale carriera           | 411        | 154        |                 | 50              | 20              |                    | 75                 | 22                 |             | 3           | 1           | 539    | 197    |

### Presenze e reti in nazionale
| Cronologia completa delle presenze e delle reti in nazionale ― Messico | Cronologia completa delle presenze e delle reti in nazionale ― Messico | Cronologia completa delle presenze e delle reti in nazionale ― Messico | Cronologia completa delle presenze e delle reti in nazionale ― Messico | Cronologia completa delle presenze e delle reti in nazionale ― Messico | Cronologia completa delle presenze e delle reti in nazionale ― Messico | Cronologia completa delle presenze e delle reti in nazionale ― Messico | Cronologia completa delle presenze e delle reti in nazionale ― Messico |
| Data                                                                   | Città                                                                  | In casa                                                                | Risultato                                                              | Ospiti                                                                 | Competizione                                                           | Reti                                                                   | Note                                                                   |
| ---------------------------------------------------------------------- | ---------------------------------------------------------------------- | ---------------------------------------------------------------------- | ---------------------------------------------------------------------- | ---------------------------------------------------------------------- | ---------------------------------------------------------------------- | ---------------------------------------------------------------------- | ---------------------------------------------------------------------- |
| 30-9-2009                                                              | Dallas                                                                 | Messico                                                                | 1 – 2                                                                  | Colombia                                                               | Amichevole                                                             | -                                                                      | 56’                                                                    |
| 24-2-2010                                                              | San Francisco                                                          | Bolivia                                                                | 0 – 5                                                                  | Messico                                                                | Amichevole                                                             | 2                                                                      | 46’                                                                    |
| 3-3-2010                                                               | Los Angeles                                                            | Messico                                                                | 2 – 0                                                                  | Nuova Zelanda                                                          | Amichevole                                                             | 1                                                                      | 46’                                                                    |
| 17-3-2010                                                              | Torreón                                                                | Messico                                                                | 2 – 1                                                                  | Corea del Nord                                                         | Amichevole                                                             | 1                                                                      | 84’                                                                    |
| 7-5-2010                                                               | East Rutherford                                                        | Ecuador                                                                | 0 – 0                                                                  | Messico                                                                | Amichevole                                                             | -                                                                      |                                                                        |
| 10-5-2010                                                              | Chicago                                                                | Messico                                                                | 1 – 0                                                                  | Senegal                                                                | Amichevole                                                             | -                                                                      |                                                                        |
| 13-5-2010                                                              | Houston                                                                | Angola                                                                 | 0 – 1                                                                  | Messico                                                                | Amichevole                                                             | -                                                                      | 75’                                                                    |
| 16-5-2010                                                              | Città del Messico                                                      | Messico                                                                | 1 – 0                                                                  | Cile                                                                   | Amichevole                                                             | -                                                                      |                                                                        |
| 24-5-2010                                                              | Londra                                                                 | Inghilterra                                                            | 3 – 1                                                                  | Messico                                                                | Amichevole                                                             | -                                                                      | 46’                                                                    |
| 26-5-2010                                                              | Friburgo in Brisgovia                                                  | Paesi Bassi                                                            | 2 – 1                                                                  | Messico                                                                | Amichevole                                                             | 1                                                                      |                                                                        |
| 30-5-2010                                                              | Bayreuth                                                               | Gambia                                                                 | 1 – 5                                                                  | Messico                                                                | Amichevole                                                             | 2                                                                      | 56’                                                                    |
| 3-6-2010                                                               | Bruxelles                                                              | Italia                                                                 | 1 – 2                                                                  | Messico                                                                | Amichevole                                                             | -                                                                      | 12’ 70’                                                                |
| 11-6-2010                                                              | Johannesburg                                                           | Sudafrica                                                              | 1 – 1                                                                  | Messico                                                                | Mondiali 2010 - 1º turno                                               | -                                                                      | 73’                                                                    |
| 17-6-2010                                                              | Polokwane                                                              | Francia                                                                | 0 – 2                                                                  | Messico                                                                | Mondiali 2010 - 1º turno                                               | 1                                                                      | 55’                                                                    |
| 22-6-2010                                                              | Rustenburg                                                             | Messico                                                                | 0 – 1                                                                  | Uruguay                                                                | Mondiali 2010 - 1º turno                                               | -                                                                      | 63’ 77’                                                                |
| 27-6-2010                                                              | Johannesburg                                                           | Argentina                                                              | 3 – 1                                                                  | Messico                                                                | Mondiali 2010 - Ottavi di finale                                       | 1                                                                      |                                                                        |
| 11-8-2010                                                              | Città del Messico                                                      | Messico                                                                | 1 – 1                                                                  | Spagna                                                                 | Amichevole                                                             | 1                                                                      | 46’                                                                    |
| 4-9-2010                                                               | Città del Messico                                                      | Messico                                                                | 1 – 2                                                                  | Ecuador                                                                | Amichevole                                                             | -                                                                      | 77’                                                                    |
| 7-9-2010                                                               | Monterrey                                                              | Messico                                                                | 1 – 0                                                                  | Colombia                                                               | Amichevole                                                             | -                                                                      | 71’                                                                    |
| 12-10-2010                                                             | Città del Messico                                                      | Messico                                                                | 2 – 2                                                                  | Venezuela                                                              | Amichevole                                                             | 1                                                                      |                                                                        |
| 9-2-2011                                                               | Atlanta                                                                | Messico                                                                | 2 – 0                                                                  | Bosnia ed Erzegovina                                                   | Amichevole                                                             | 1                                                                      | 80’                                                                    |
| 26-3-2011                                                              | Oakland                                                                | Messico                                                                | 3 – 1                                                                  | Paraguay                                                               | Amichevole                                                             | 2                                                                      | 65’                                                                    |
| 29-3-2011                                                              | San Diego                                                              | Messico                                                                | 1 – 1                                                                  | Venezuela                                                              | Amichevole                                                             | -                                                                      | 46’                                                                    |
| 5-6-2011                                                               | Arlington                                                              | Messico                                                                | 5 – 0                                                                  | El Salvador                                                            | Gold Cup 2011 - 1º turno                                               | 3                                                                      | 28’                                                                    |
| 9-6-2011                                                               | Charlotte                                                              | Messico                                                                | 5 – 0                                                                  | Cuba                                                                   | Gold Cup 2011 - 1º turno                                               | 2                                                                      |                                                                        |
| 12-6-2011                                                              | Chicago                                                                | Messico                                                                | 4 – 1                                                                  | Costa Rica                                                             | Gold Cup 2011 - 1º turno                                               | -                                                                      | 83’                                                                    |
| 18-6-2011                                                              | East Rutherford                                                        | Messico                                                                | 2 – 1                                                                  | Guatemala                                                              | Gold Cup 2011 - Quarti di finale                                       | 1                                                                      |                                                                        |
| 22-6-2011                                                              | Houston                                                                | Messico                                                                | 2 – 0 dts                                                              | Honduras                                                               | Gold Cup 2011 - Semifinale                                             | 1                                                                      |                                                                        |
| 25-6-2011                                                              | Pasadena                                                               | Messico                                                                | 4 – 2                                                                  | Stati Uniti                                                            | Gold Cup 2011 - Finale                                                 | -                                                                      |                                                                        |
| 2-9-2011                                                               | Varsavia                                                               | Polonia                                                                | 1 – 1                                                                  | Messico                                                                | Amichevole                                                             | 1                                                                      | 46’                                                                    |
| 4-9-2011                                                               | Barcellona                                                             | Messico                                                                | 1 – 0                                                                  | Cile                                                                   | Amichevole                                                             | -                                                                      | 46’                                                                    |
| 11-10-2011                                                             | Torreón                                                                | Messico                                                                | 1 – 2                                                                  | Brasile                                                                | Amichevole                                                             | -                                                                      | 50’                                                                    |
| 11-11-2011                                                             | Santiago de Querétaro                                                  | Messico                                                                | 2 – 0                                                                  | Serbia                                                                 | Amichevole                                                             | 1                                                                      | 89’                                                                    |
| 29-2-2012                                                              | Miami Gardens                                                          | Messico                                                                | 0 – 2                                                                  | Colombia                                                               | Amichevole                                                             | -                                                                      | 72’                                                                    |
| 31-5-2012                                                              | Chicago                                                                | Messico                                                                | 2 – 1                                                                  | Bosnia ed Erzegovina                                                   | Amichevole                                                             | 1                                                                      | 61’                                                                    |
| 3-6-2012                                                               | Arlington                                                              | Brasile                                                                | 0 – 2                                                                  | Messico                                                                | Amichevole                                                             | 1                                                                      | 77’                                                                    |
| 8-6-2012                                                               | Città del Messico                                                      | Messico                                                                | 3 – 1                                                                  | Guyana                                                                 | Qual. Mondiali 2014                                                    | -                                                                      |                                                                        |
| 12-6-2012                                                              | San Salvador                                                           | El Salvador                                                            | 1 – 2                                                                  | Messico                                                                | Qual. Mondiali 2014                                                    | -                                                                      |                                                                        |
| 15-8-2012                                                              | Città del Messico                                                      | Messico                                                                | 0 – 1                                                                  | Stati Uniti                                                            | Amichevole                                                             | -                                                                      |                                                                        |
| 7-9-2012                                                               | San José                                                               | Costa Rica                                                             | 0 – 2                                                                  | Messico                                                                | Qual. Mondiali 2014                                                    | -                                                                      | 76’                                                                    |
| 11-9-2012                                                              | Città del Messico                                                      | Messico                                                                | 1 – 0                                                                  | Costa Rica                                                             | Qual. Mondiali 2014                                                    | 1                                                                      |                                                                        |
| 12-10-2012                                                             | Houston                                                                | Guyana                                                                 | 0 – 5                                                                  | Messico                                                                | Qual. Mondiali 2014                                                    | 1                                                                      |                                                                        |
| 16-10-2012                                                             | Città del Messico                                                      | Messico                                                                | 2 – 0                                                                  | El Salvador                                                            | Qual. Mondiali 2014                                                    | 1                                                                      | 61’                                                                    |
| 6-2-2013                                                               | Città del Messico                                                      | Messico                                                                | 0 – 0                                                                  | Giamaica                                                               | Qual. Mondiali 2014                                                    | -                                                                      |                                                                        |
| 22-3-2013                                                              | San Pedro Sula                                                         | Honduras                                                               | 2 – 2                                                                  | Messico                                                                | Qual. Mondiali 2014                                                    | 2                                                                      | 65’                                                                    |
| 26-3-2013                                                              | Città del Messico                                                      | Messico                                                                | 0 – 0                                                                  | Stati Uniti                                                            | Qual. Mondiali 2014                                                    | -                                                                      |                                                                        |
| 31-5-2013                                                              | Houston                                                                | Messico                                                                | 2 – 2                                                                  | Nigeria                                                                | Amichevole                                                             | 2                                                                      | 73’                                                                    |
| 4-6-2013                                                               | Kingston                                                               | Giamaica                                                               | 0 – 1                                                                  | Messico                                                                | Qual. Mondiali 2014                                                    | -                                                                      | 86’                                                                    |
| 7-6-2013                                                               | Panama                                                                 | Panama                                                                 | 0 – 0                                                                  | Messico                                                                | Qual. Mondiali 2014                                                    | -                                                                      | 80’                                                                    |
| 11-6-2013                                                              | Città del Messico                                                      | Messico                                                                | 0 – 0                                                                  | Costa Rica                                                             | Qual. Mondiali 2014                                                    | -                                                                      | 31’                                                                    |
| 16-6-2013                                                              | Rio de Janeiro                                                         | Messico                                                                | 1 – 2                                                                  | Italia                                                                 | Conf. Cup 2013 - 1º turno                                              | 1                                                                      |                                                                        |
| 19-6-2013                                                              | Fortaleza                                                              | Brasile                                                                | 2 – 0                                                                  | Messico                                                                | Conf. Cup 2013 - 1º turno                                              | -                                                                      |                                                                        |
| 22-6-2013                                                              | Belo Horizonte                                                         | Giappone                                                               | 1 – 2                                                                  | Messico                                                                | Conf. Cup 2013 - 1º turno                                              | 2                                                                      |                                                                        |
| 6-9-2013                                                               | Città del Messico                                                      | Messico                                                                | 1 – 2                                                                  | Honduras                                                               | Qual. Mondiali 2014                                                    | -                                                                      | 68’                                                                    |
| 10-9-2013                                                              | Columbus                                                               | Stati Uniti                                                            | 2 – 0                                                                  | Messico                                                                | Qual. Mondiali 2014                                                    | -                                                                      |                                                                        |
| 11-10-2013                                                             | Città del Messico                                                      | Messico                                                                | 2 – 1                                                                  | Panama                                                                 | Qual. Mondiali 2014                                                    | -                                                                      |                                                                        |
| 15-10-2013                                                             | San José                                                               | Costa Rica                                                             | 2 – 1                                                                  | Messico                                                                | Qual. Mondiali 2014                                                    | -                                                                      | 57’ 60’                                                                |
| 5-3-2014                                                               | Città del Messico                                                      | Messico                                                                | 0 – 0                                                                  | Nigeria                                                                | Amichevole                                                             | -                                                                      | 46’                                                                    |
| 28-5-2014                                                              | Città del Messico                                                      | Messico                                                                | 3 – 0                                                                  | Israele                                                                | Amichevole                                                             | -                                                                      | 46’                                                                    |
| 31-5-2014                                                              | Arlington                                                              | Messico                                                                | 3 – 1                                                                  | Ecuador                                                                | Amichevole                                                             | -                                                                      | 67’                                                                    |
| 3-6-2014                                                               | Chicago                                                                | Messico                                                                | 0 – 1                                                                  | Bosnia ed Erzegovina                                                   | Amichevole                                                             | -                                                                      | 81’                                                                    |
| 6-6-2014                                                               | Foxborough                                                             | Messico                                                                | 0 – 1                                                                  | Portogallo                                                             | Amichevole                                                             | -                                                                      | 58’                                                                    |
| 13-6-2014                                                              | Natal                                                                  | Messico                                                                | 1 – 0                                                                  | Camerun                                                                | Mondiali 2014 - 1º turno                                               | -                                                                      | 73’                                                                    |
| 17-6-2014                                                              | Fortaleza                                                              | Brasile                                                                | 0 – 0                                                                  | Messico                                                                | Mondiali 2014 - 1º turno                                               | -                                                                      | 74’                                                                    |
| 23-6-2014                                                              | Recife                                                                 | Croazia                                                                | 1 – 3                                                                  | Messico                                                                | Mondiali 2014 - 1º turno                                               | 1                                                                      | 62’                                                                    |
| 29-6-2014                                                              | Fortaleza                                                              | Paesi Bassi                                                            | 2 – 1                                                                  | Messico                                                                | Mondiali 2014 - Ottavi di finale                                       | -                                                                      | 75’                                                                    |
| 9-10-2014                                                              | Tuxtla Gutiérrez                                                       | Messico                                                                | 2 – 0                                                                  | Honduras                                                               | Amichevole                                                             | 1                                                                      | 78’                                                                    |
| 12-10-2014                                                             | Santiago de Querétaro                                                  | Messico                                                                | 1 – 0                                                                  | Panama                                                                 | Amichevole                                                             | -                                                                      | 81’                                                                    |
| 12-11-2014                                                             | Amsterdam                                                              | Paesi Bassi                                                            | 2 – 3                                                                  | Messico                                                                | Amichevole                                                             | 1                                                                      | 76’                                                                    |
| 18-11-2014                                                             | Barysaŭ                                                                | Bielorussia                                                            | 3 – 2                                                                  | Messico                                                                | Amichevole                                                             | -                                                                      | 80’                                                                    |
| 28-3-2015                                                              | Los Angeles                                                            | Messico                                                                | 1 – 0                                                                  | Ecuador                                                                | Amichevole                                                             | 1                                                                      | 83’ 90+3’                                                              |
| 31-3-2015                                                              | Kansas City                                                            | Messico                                                                | 1 – 0                                                                  | Paraguay                                                               | Amichevole                                                             | -                                                                      | 59’                                                                    |
| 27-6-2015                                                              | Orlando                                                                | Messico                                                                | 2 – 2                                                                  | Costa Rica                                                             | Amichevole                                                             | 1                                                                      | 31’                                                                    |
| 1-7-2015                                                               | Houston                                                                | Messico                                                                | 0 – 0                                                                  | Honduras                                                               | Amichevole                                                             | -                                                                      | 41’                                                                    |
| 8-9-2015                                                               | Arlington                                                              | Argentina                                                              | 2 – 2                                                                  | Messico                                                                | Amichevole                                                             | 1                                                                      | 77’                                                                    |
| 10-10-2015                                                             | Pasadena                                                               | Stati Uniti                                                            | 2 – 3                                                                  | Messico                                                                | Amichevole                                                             | 1                                                                      | 98’                                                                    |
| 13-11-2015                                                             | Città del Messico                                                      | Messico                                                                | 3 – 0                                                                  | El Salvador                                                            | Qual. Mondiali 2018                                                    | -                                                                      | 60’                                                                    |
| 17-11-2015                                                             | San Pedro Sula                                                         | Honduras                                                               | 0 – 2                                                                  | Messico                                                                | Qual. Mondiali 2018                                                    | -                                                                      | 70’                                                                    |
| 25-3-2016                                                              | Vancouver                                                              | Canada                                                                 | 0 – 3                                                                  | Messico                                                                | Qual. Mondiali 2018                                                    | 1                                                                      | 70’                                                                    |
| 29-3-2016                                                              | Città del Messico                                                      | Messico                                                                | 2 – 0                                                                  | Canada                                                                 | Qual. Mondiali 2018                                                    | -                                                                      | 66’                                                                    |
| 28-5-2016                                                              | Atlanta                                                                | Messico                                                                | 1 – 0                                                                  | Paraguay                                                               | Amichevole                                                             | -                                                                      | 56’                                                                    |
| 1-6-2016                                                               | San Diego                                                              | Messico                                                                | 1 – 0                                                                  | Cile                                                                   | Amichevole                                                             | 1                                                                      | 78’                                                                    |
| 5-6-2016                                                               | Glendale                                                               | Messico                                                                | 3 – 1                                                                  | Uruguay                                                                | Copa América Centenario                                                | -                                                                      | 83’                                                                    |
| 9-6-2016                                                               | Pasadena                                                               | Messico                                                                | 2 – 0                                                                  | Giamaica                                                               | Copa América Centenario                                                | 1                                                                      | 77’                                                                    |
| 27-5-2017                                                              | Los Angeles                                                            | Messico                                                                | 1 – 2                                                                  | Croazia                                                                | Amichevole                                                             | 1                                                                      | 66’                                                                    |
| 11-6-2017                                                              | Città del Messico                                                      | Messico                                                                | 1 – 1                                                                  | Stati Uniti                                                            | Qual. Mondiali 2018                                                    | -                                                                      |                                                                        |
| 18-6-2017                                                              | Kazan'                                                                 | Portogallo                                                             | 2 – 2                                                                  | Messico                                                                | Conf. Cup 2017 - 1º turno                                              | 1                                                                      |                                                                        |
| 21-6-2017                                                              | Mosca                                                                  | Messico                                                                | 2 – 1                                                                  | Nuova Zelanda                                                          | Conf. Cup 2017 - 1º turno                                              | -                                                                      |                                                                        |
| 24-6-2017                                                              | Kazan'                                                                 | Messico                                                                | 2 – 1                                                                  | Russia                                                                 | Conf. Cup 2017 - 1º turno                                              | -                                                                      |                                                                        |
| 29-6-2017                                                              | Soči                                                                   | Germania                                                               | 4 – 1                                                                  | Messico                                                                | Conf. Cup 2017 - Semifinale                                            | -                                                                      |                                                                        |
| 2-7-2017                                                               | Mosca                                                                  | Portogallo                                                             | 2 – 1                                                                  | Messico                                                                | Conf. Cup 2017 - Finale 3º posto                                       | -                                                                      | 85’                                                                    |
| 2-9-2017                                                               | Città del Messico                                                      | Messico                                                                | 1 – 0                                                                  | Panama                                                                 | Qual. Mondiali 2018                                                    | -                                                                      |                                                                        |
| 7-10-2017                                                              | San Luis Potosí                                                        | Messico                                                                | 3 – 1                                                                  | Trinidad e Tobago                                                      | Qual. Mondiali 2018                                                    | 1                                                                      |                                                                        |
| 10-11-2017                                                             | Bruxelles                                                              | Belgio                                                                 | 3 – 3                                                                  | Messico                                                                | Amichevole                                                             | -                                                                      | 51’                                                                    |
| 28-3-2018                                                              | Arlington                                                              | Messico                                                                | 0 – 1                                                                  | Croazia                                                                | Amichevole                                                             | -                                                                      |                                                                        |
| 29-5-2018                                                              | Pasadena                                                               | Messico                                                                | 0 – 0                                                                  | Galles                                                                 | Amichevole                                                             | -                                                                      | 59’                                                                    |
| 9-6-2018                                                               | Brøndby                                                                | Danimarca                                                              | 2 – 0                                                                  | Messico                                                                | Amichevole                                                             | -                                                                      | 60’                                                                    |
| 17-6-2018                                                              | Mosca                                                                  | Germania                                                               | 0 – 1                                                                  | Messico                                                                | Mondiali 2018 - 1º turno                                               | -                                                                      |                                                                        |
| 23-6-2018                                                              | Rostov sul Don                                                         | Corea del Sud                                                          | 1 – 2                                                                  | Messico                                                                | Mondiali 2018 - 1º turno                                               | 1                                                                      |                                                                        |
| 27-6-2018                                                              | Ekaterinburg                                                           | Messico                                                                | 0 – 3                                                                  | Svezia                                                                 | Mondiali 2018 - 1º turno                                               | -                                                                      |                                                                        |
| 2-7-2018                                                               | Samara                                                                 | Brasile                                                                | 2 – 0                                                                  | Messico                                                                | Mondiali 2018 - Ottavi di finale                                       | -                                                                      | 60’                                                                    |
| 23-3-2019                                                              | San Diego                                                              | Messico                                                                | 3 – 1                                                                  | Cile                                                                   | Amichevole                                                             | -                                                                      | 75’                                                                    |
| 27-3-2019                                                              | Santa Clara                                                            | Messico                                                                | 4 – 2                                                                  | Paraguay                                                               | Amichevole                                                             | 1                                                                      | 78’                                                                    |
| 6-9-2019                                                               | East Rutherford                                                        | Stati Uniti                                                            | 0 – 3                                                                  | Messico                                                                | Amichevole                                                             | 1                                                                      | 74’ 87’                                                                |
| Totale                                                                 |                                                                        | Presenze (12º posto)                                                   | 109                                                                    |                                                                        | Reti (1º posto)                                                        | 52                                                                     |                                                                        |

## Palmarès

### Club
- Community Shield: 3

Manchester United: 2010, 2011, 2013
- Campionato inglese: 2

Manchester United: 2010-2011, 2012-2013
- Coppa del mondo per club: 1

Real Madrid: 2014
- UEFA Europa League: 1

Siviglia: 2019-2020

### Nazionale
- Gold Cup: 1

Messico: 2011